# Mycobacterium ulcerans liflandii
Mycobacterium ulcerans liflandii đã được phân lập từ Xenopus tropicalis và Xenopus laevis trong một phòng thí nghiệm ở Mỹ và gây ra bệnh Mycobacterium loét giống như ở loài lưỡng cư không đuôi. Biến dạng không chính thức có tên dưới tên loài riêng của nó cho đến khi nó được đổi tên thành Mycobacterium ulcerans.
Các chủng M. liflandii đã được phân lập từ các động vật lưỡng cư có đuôi tại Đại học California, Berkeley, đã được chỉ định KT1. KT1 được đặc trưng và phân biệt với các họ hàng gần nhất, Mycobacterium ulcerans và Mycobacterium marinum, bởi các đặc điểm phân tử và vật lý sau đây.

## Kết quả hệ gen
Restriction Fragment Length Polymorphism (RFLP) phân tích KT1 có sự khác biệt ba cặp base từ M. ulcerans và M. marinum trong Internal Transcribed Spacer (ITS) dẫn đến thiếu một enzyme giới hạn Fok 1 có mặt trong M. ulcerans và M. marinum. Khuếch đại ITS  theo sau là kết quả tiêu hóa Fok 1 trong một RFLP với một sản phẩm chính gồm 213 cặp base cho cả M. ulcerans và M. marinum, và một nhóm sản phẩm gồm 266 cặp base cho M. liflandii.

## Phân tích trình tự
Các khác biệt so sánh bổ sung sau đây cũng được sử dụng để xác định M. liflandii KT1. 1. KT1 giống với M. ulcerans trong vùng ký hiệu 5’ của tiểu đơn vị RNA polymerase B (rpo B) và một cặp base từ M. ulcerans trong vùng 3’. Nó là ba cặp base khác với M. marinum trong vùng 5 'của rpo B và giống với M. marinum trong vùng 3' của rpo B. 2. KT1 là dương tính đối với cả hai chuỗi đặc trưng cho M. ulcerans, IS2404 và IS2606. 3. KT1 giống với protein gây sốc nhiệt (heat shock protein) của M. marinum 65 (hsp)65) và 3 cặp base khác với M. ulcerans. 4. KT1 là 2 cặp base khác với gen RNA ribosomal 16s (16sRNA) của M. marinum và 3 cặp base khác với M. ulcerans.

## Đặc điểm vật lý
KT1 là một vi khuẩn mycobacterium kháng acid. Trên môi trường Middlebrook 7H11 được bổ sung với OADC, các khuẩn lạc không sinh sắc tố và có màu hơi giống màu da trâu, với hình thái thô. KT1 có nhiệt độ tăng trưởng tối ưu 28 °C và không tăng trưởng ở 35 °C. Tốc độ tăng trưởng ở môi trường Lowenstein-Jensen là 30-35 ngày.
Thông tin được lấy từ https://web.archive.org/web/20060906181604/http://tropicalis.berkeley.edu/home/husbandry/disease_files/M-liflandii.html